# Operació N.A. 1
L'Operació N.A. 1 va ser el nom en clau d'una missió duta a terme per la Xª Flottiglia MAS de la Regia Marina italiana la nit de l'11 al 12 de desembre de 1942 contra el port d'Alger, com a part dels esdeveniments més amplis de la batalla de la Mediterrània de la Segona Guerra Mundial: abordats pel submarí Ambra del  capitano di corvetta Mario Arillo, tres torpedes de marxa lenta i deu sabotejadors submarins ("Gamma") van penetrar amb èxit a la rada i van aplicar càrregues explosives a diversos vaixells mercants aliats allà ancorats; tots els operadors de la Xª MAS van ser capturats per les tropes aliades que custodiaven la base, però dos vaixells mercants van ser enfonsats i dos més van resultar danyats.

## Fons
Durant la Segona Guerra Mundial, un dels mètodes més utilitzats per la Regia Marina per transportar els vaixells d'assalt de la Xª MAS a ports i bases navals enemigues va ser el transport mitjançant submarins especials, modificats per allotjar cilindres estancs a les seves cobertes que allotjaven els torpedes de moviment lent (SLC) utilitzats en els atacs. Moltes de les operacions inicials no van tenir èxit: el 1940, tres intents d'atac (dos contra Alexandria, Egipte, el 22 d'agost i el 30 de setembre, i un contra Gibraltar el 30 d'octubre) van fracassar amb grans pèrdues, però el 20 de setembre de 1941, els SLC, transportats pel submarí Scirè, van completar la seva primera acció victoriosa, aconseguint penetrar al port de Gibraltar i enfonsar dos petroliers i un vaixell mercant. El cim de l'èxit es va assolir amb l'operació Alexandria el 19 de desembre de 1941: tres SLC abordats pel submarí Scirè van penetrar al port d'Alexandria i van infligir danys molt greus als cuirassats HMS Valiant i HMS Queen Elizabeth i a un petrolier, que es trobava a les aigües poc profundes. Un nou atac contra Alexandria el 14 de maig per part de tres SLC transportats pel submarí Ambra, recentment adaptat com a vaixell "d'aproximació", no va obtenir cap èxit.
Amb els desembarcaments de l'Operació Torxa el 10 de novembre de 1942, les preponderants forces angloamericanes van prendre possessió de les colònies franceses del nord d'Àfrica (el Marroc i Algèria), posant sota forta pressió les forces de l'Eix desplegades a Líbia; les noves bases navals aliades establertes a la costa algeriana es van convertir en un objectiu prioritari per a les forces aèries i navals italoalemanyes, en un intent d'obstaculitzar el reforç de les tropes angloamericanes que participaven al front tunisià, i la Regia Marina va decidir, per tant, dur a terme una incursió contra la considerable flota mercant acumulada al port d'Alger.

## L'operació
El 4 de desembre de 1942, el submarí Ambra, sota el comandament del capità de corbeta Mario Arillo, va abandonar la base de La Spezia després d'haver embarcat tres SLC amb els seus sis operadors i 10 " uomini Gamma" (bussejadors comandos) de la Xª MAS; per primera vegada, l'atac es duria a terme utilitzant SLC i "Gamma" simultàniament: el submarí alliberaria els comandos mentre romania al fons del port d'Alger, mentre que dos homes de la Xª MAS romandrien a la superfície a bord d'un bot, a sobre, actuant com a vigies. Després d'una navegació suau, l'Ambra va arribar a Alger el 8 de desembre, però les terribles condicions meteorològiques van impedir l'aproximació final al port fins a l'11 de desembre següent.
Cap a les 17:00 de l'11 de desembre, l'Ambra finalment va aconseguir entrar al port navegant a gran profunditat (malgrat el mal funcionament de la sonda de profunditat) per eludir la vigilància intensa. El tinent Augusto Jacobacci va sortir a la superfície i, equipat amb un telèfon, va guiar els moviments del submarí, que van procedir lentament, arrossegant-se pel fons marí poc profund (només 18 metres).  A causa de la mala visibilitat, l'operació d'aproximació no es va completar fins a les 21:15, significativament més tard del previst. Des d'allà, Jacobacci informà de la presència de sis vapors. L'Ambra, tanmateix, va aconseguir posicionar-se al fons marí al centre del port, i cap a les 22:20 els primers "Gamma" van abandonar el vaixell, seguits dels tres SLC a partir de les 23:00. L'acció dels assaltants no va ser gaire coordinada: dos dels tres SLC van patir avaries en l'equip i els aparells respiratoris i no van poder completar cap atac, juntament amb cinc dels "Gamma". Un dels bussejadors que havia renunciat a atacar va ser fet presoner per les forces de seguretat, que immediatament van donar l'alarma: els 16 operadors del Xª MAS van ser aviat capturats per les forces aliades mentre intentaven tornar a l'Ambra.
Tot i que el port estava en alarma, Arillo va romandre amb el seu submarí fins a l'hora acordada per al retorn dels operadors, les 3:00 del 12 de desembre. El vaixell va aconseguir, amb certa dificultat, sortir del port arrossegant-se per les aigües poc profundes, només per tornar a emergir a una distància segura a les 19:45 del 12 de desembre, després de 36 hores sota l'aigua. El submarí va tornar sa i estalvi a La Spezia el 15 de desembre. A les 05:00 van començar a explotar les càrregues. Tot i que el gran nombre d'atacants emprats donava esperança a un resultat més significatiu, l'acció va conduir a un èxit just per a les forces italianes: les càrregues aplicades pel "Gamma" i per l'únic SLC que va aconseguir atacar van causar l'enfonsament del vapor britànic Ocean Vanquisher (7.174 tones brutes)  i del noruec Berto (1.493 tones), així com danys greus als vapors britànics Empire Centaur (7.014 tones) i Harmattan (6.587 tones). Setze submarinistes italians van ser capturats.
Per la bona conducció de l'atac, el comandant Arillo va ser guardonat amb la medalla d'or al valor militar, mentre que altres 14 medalles de plata al valor militar i una creu de guerra al valor militar van ser distribuïdes entre els operadors implicats en l'acció.